# Joachim Pöltl
Joachim Pöltl (* 6. September 1953 in Eppingen) ist ein deutscher Hornist und Professor an der Robert Schumann Hochschule Düsseldorf. 

## Leben
Pöltl studierte an den Musikhochschulen Karlsruhe und Heidelberg bei Karl Arnold. Danach studierte er privat bei Erich Penzel in Köln.
Er war bei den Nürnberger Symphonikern, dem Siegerland-Orchester in Hilchenbach, dem Staatstheater Darmstadt und im Gürzenich-Orchester der Stadt Köln engagiert. Seit 1982 Mitglied des Sinfonieorchesters des WDR Köln. Außerdem nahm er zusammen mit der WDR Big Band am Montreux Jazz Festival teil. Seit 1998 ist Joachim Pöltl Professor für Horn an der Robert Schumann Hochschule Düsseldorf.
Von 1993 bis 1999 leitete er das Blasorchester Neuhonrath (davon zwei Jahre lang das Nachwuchsorchester).
Pöltl hat zusammen mit dem Consortium Classicum zahlreiche CD-Produktionen eingespielt.
Seit 1985 beschäftigt er sich zudem mit dem Bau von Dämpfern für Blechblasinstrumente.